# Neuenkirchen (Diepholz)
Neünkirchen é um município da Alemanha localizado no distrito de Diepholz, estado da Baixa Saxônia.
Pertence ao Samtgemeinde de Schwaförden.